# BR-101
La BR-101 (nombre oficial: Rodovia Governador Mário Covas) es una de las dos carreteras principales en Brasil, junto con BR-116. Es una carretera federal  que se inicia en el municipio de Touros, situado en el estado de Rio Grande do Norte y termina en el municipio de São José do Norte, en el estado de Rio Grande do Sul. Conjuntamente con la BR-471 forma parte de la carretera translitorânea, que tiene su punto final en el Arroyo Chuy, en la frontera con Uruguay.
Atraviesa doce estados brasileños: Rio Grande do Norte, Paraíba, Pernambuco, Alagoas, Sergipe, Bahía, Espírito Santo, Río de Janeiro, São Paulo, Paraná, Santa Catarina y Rio Grande do Sul, con una extensión total de 4.772,4 kilómetros.
Sigue un sentido Norte-Sur por prácticamente todo el litoral este brasileño, desde Rio Grande do Norte hasta Rio Grande do Sul. Presenta dos tramos aún no construidos: entre las ciudades de Peruíbe y Iguape, ambas dentro del estado de São Paulo; y entre los municipios de Cananéia (São Paulo) y Garuva (Santa Catarina).

## Duplicación
En la Región Sur del país, el tramo de 312 km entre Curitiba y Florianópolis se duplicó por completo alrededor del año 2000. En 2005, se inició la duplicación del tramo de 350 km entre Palhoça - SC y Osório - RS. Los 88,5 kilómetros del tramo Rio Grande do Sul se entregaron solo en febrero de 2011; en el sur del estado de Santa Catarina, la demora fue aún mayor: en 2018, 14.5 km (10 km en Laguna y 2 km en Tubarão) todavía tuvieron que duplicarse. En 2019, el tramo se completó por completo y se entregó a la población.
En la Región Sudeste del país, en 2009, la duplicación de 26 km entre el distrito de Santa Cruz, en la Zona Oeste de la ciudad de Río de Janeiro, al distrito de Itacuruçá, en el municipio de Mangaratiba, se abrió al público, un tramo ubicado en el Estado de Río de Janeiro. Janeiro, cerca de la capital de Río de Janeiro. El tramo urbano que comprende la Avenida Brasil tiene 58 km de largo y está completamente duplicado y es administrado por el municipio de Río de Janeiro y termina cerca del comienzo del Puente Río-Niterói. El puente tiene unos 13 km de largo. Entre la capital de Río de Janeiro y la ciudad de Campos, el tramo entre Niterói y Rio Bonito ya se ha duplicado desde la década de 1980. El tramo de 176,6 km entre Rio Bonito y Campos dos Goytacazes fue otorgado a la empresa Arteris en 2008, por 30 años. Los trabajos de duplicación comenzaron en 2011, y en 2018, la compañía ya había duplicado 126.3 km.
En la Región Noreste del país, el tramo BR-101 en el noreste, entre Natal y Salvador, está siendo duplicado desde 2005. Aún no concluido, se espera que termine en 2021. Cerca de 70 km que cortan la Región Metropolitana de Recife ya estaban duplicados antes de 2005. En el tramo de 688 km que conecta los estados de Rio Grande do Norte, Paraíba, Pernambuco y Alagoas (tramo entre Natal-RN, João Pessoa-PB, Recife-PE, Maceió-AL y la frontera AL-SE), la carretera está casi completamente duplicada. En febrero de 2019, hubo un tramo de 59 km en Alagoas, entre São Miguel y Río Largo, cuya inauguración estaba programada para la segunda mitad de 2020. Un tramo de 10 km en la reserva indígena en Joaquim Gomes-AL tiene pendiente su liberación para construcción. En Sergipe, las obras avanzan a un ritmo lento, sin previsión de finalización. En el estado de Sergipe, el tramo de 67 km entre Aracaju y Estância se ha completado y el enlace entre Maruim y Propriá está casi interrumpido, y el ejército brasileño solo realiza trabajos. A finales de 2018, se entregaron 18 km duplicados en este tramo. El tramo de Bahía, sin pronóstico de finalización, será de 165,4 kilómetros desde Feira de Santana hasta la frontera con el estado de Sergipe. Otra parte se duplicará desde Eunápolis hasta la frontera con Espírito Santo.

## Recorrido
Conecta, entre otras, a las siguientes ciudades:

### Rio Grande do Norte

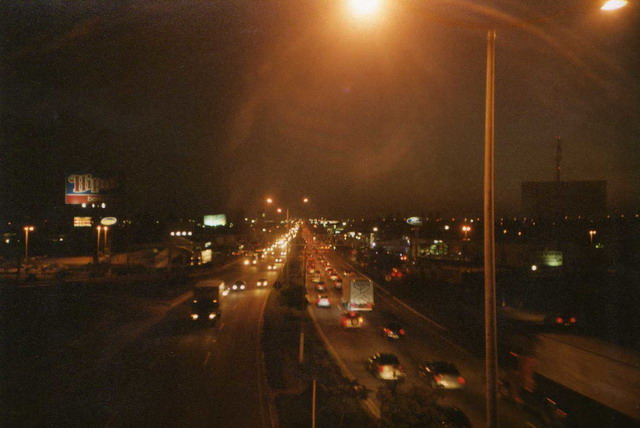
La BR-101 en Natal.

- Touros - Punto extremo norte
- Rio do Fogo
- Maxaranguape
- Ceará-Mirim
- São Gonçalo do Amarante
- Natal
- Parnamirim
- São José do Mipibu
- Goianinha
- Canguaretama

### Paraíba

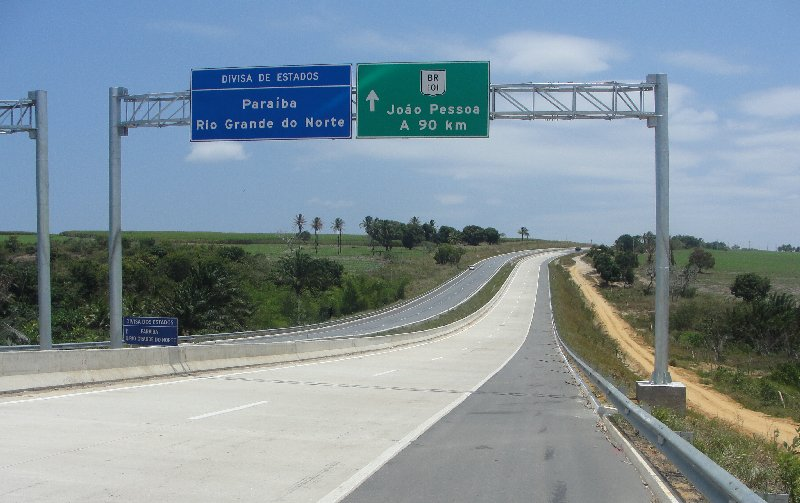
Tramo de la BR-101 en el límite entre los estados de Paraíba y Rio Grande do Norte.

- Mamanguape
- Itapororoca
- Capim
- Cuité de Mamanguape
- Santa Rita
- Bayeux
- João Pessoa
- Conde
- Alhandra
- Caaporã

### Pernambuco
Las obras de autovía se encuentran en la etapa final en el tramo que va desde el límite estadual con Paraíba hasta el municipio de Palmares. El tramo que se refiere a los alrededores de Recife, más allá de ser autovía necesita arreglos y mejorías, la licitación para su recuperación no tuvo propuestas.
El tramo de aproximadamente 25 kilómetros, en el acceso a Catende, dentro del municipio de Palmares, y el límite estadual con Alagoas, fue licitado en diciembre de 2009 y las obras se encuentran en su fase final.
- Goiana
- Igaraçu
- Abreu e Lima
- Recife
- Jaboatão dos Guararapes
- Cabo de Santo Agostinho
- Escada
- Ribeirão
- Palmares
- Xexéu

### Alagoas

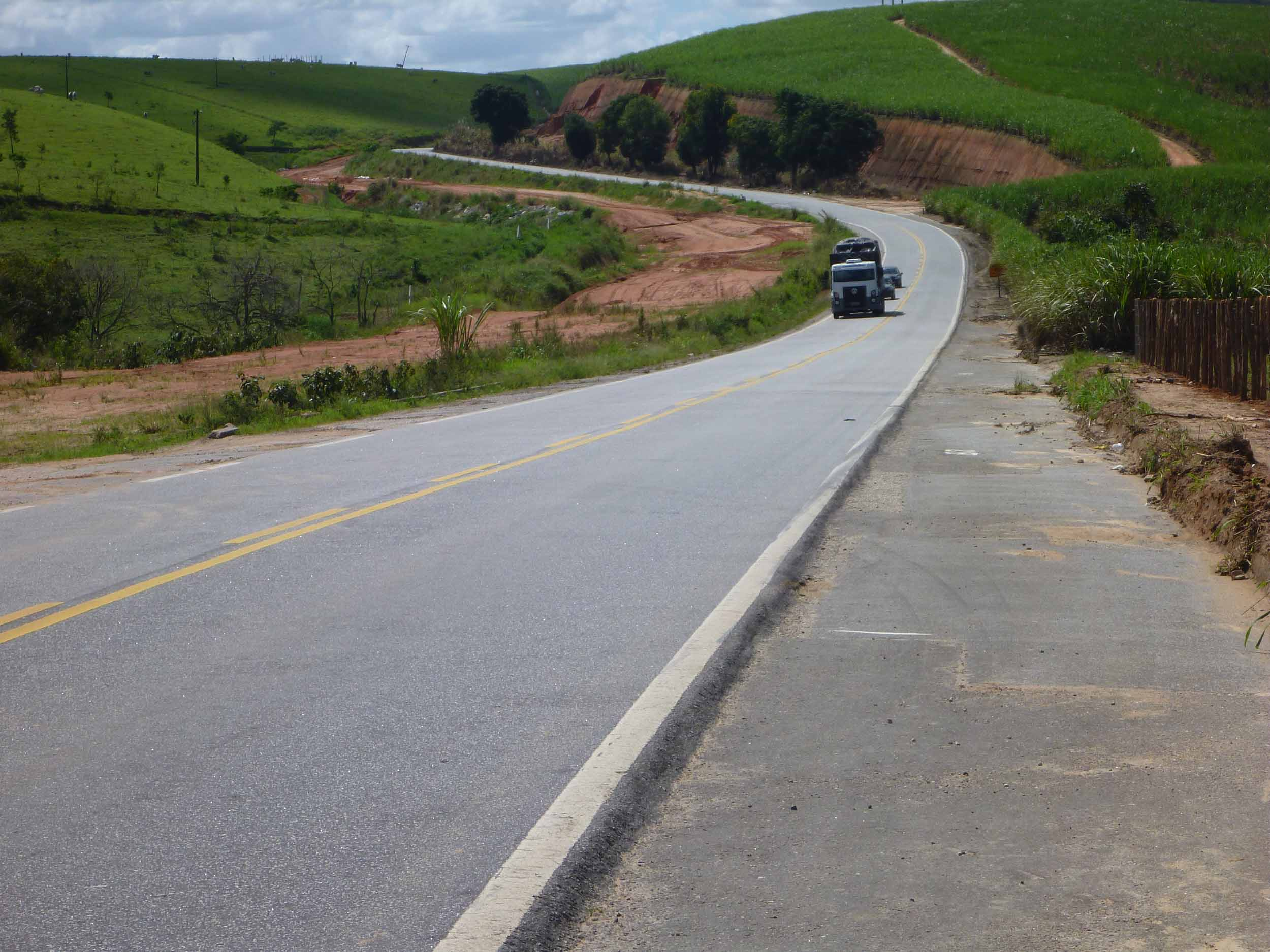
La BR-101 en su paso por el estado de Alagoas, 2012, antes de la duplicación.

Para terminar las obras de autovía de la BR-101, dentro del estado de Alagoas, se dividió la misma en seis lotes, dos de los cuales ya fueron licitados y las obras ya se encuentran en su inicial. El sexto lote será ejecutado por el 2.º Batallón de Ingeniería de Construcción del Ejército de Brasil.
- Novo Lino
- Colônia Leopoldina
- Joaquim Gomes
- Flexeiras
- Messias
- Rio Largo
- Maceió
- Pilar
- São Miguel dos Campos
- Campo Alegre
- Teotônio Vilela
- Junqueiro
- São Sebastião
- Porto Real do Colégio

### Sergipe

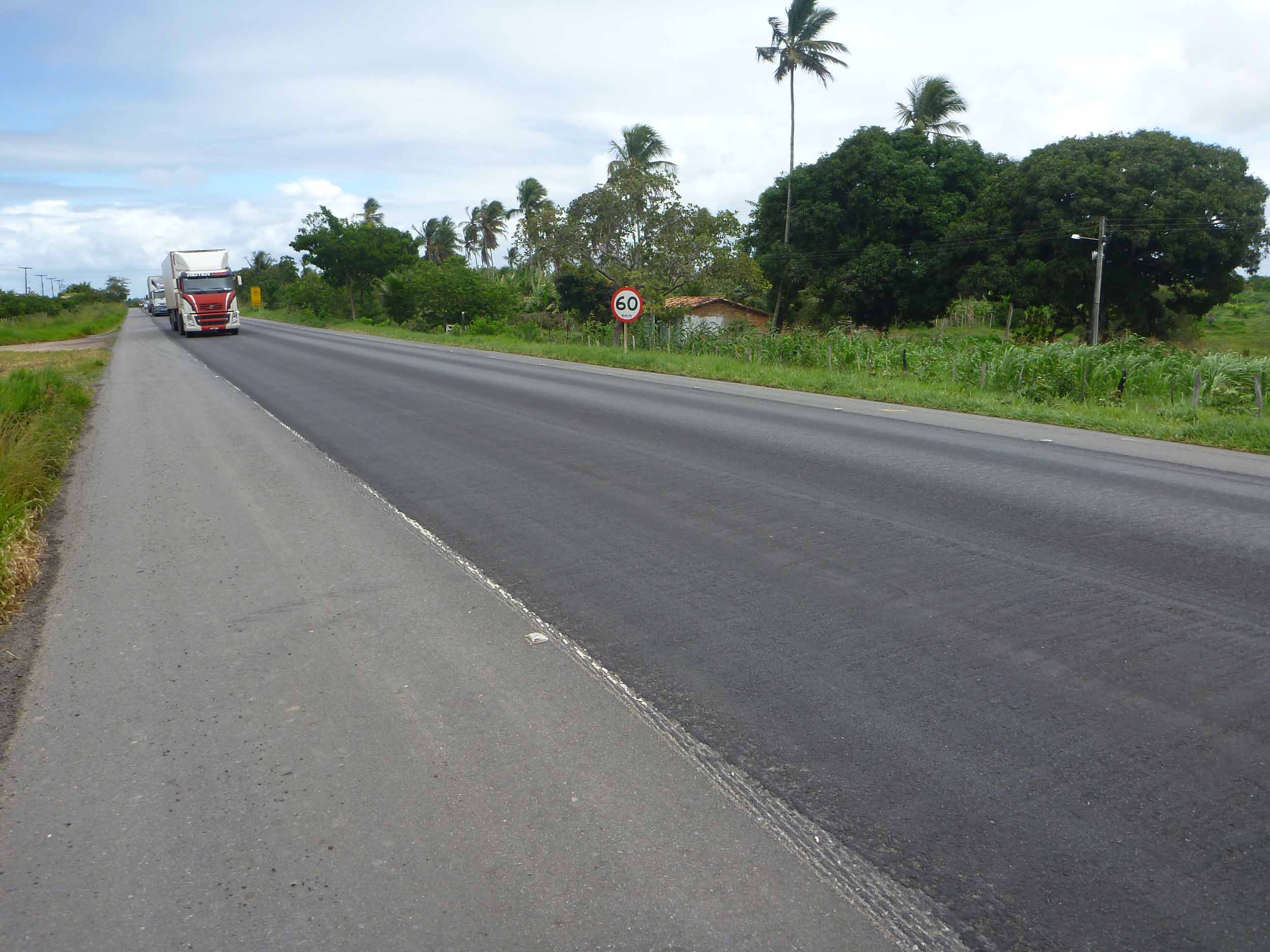
La carretera a su paso por el estado de Sergipe, 2012, antes de la duplicación.

- Propriá
- Japaratuba
- Carmópolis
- Nossa Senhora do Socorro
- Itaporanga d'Ajuda
- Estância
- Umbaúba
- Cristinápolis

### Bahía

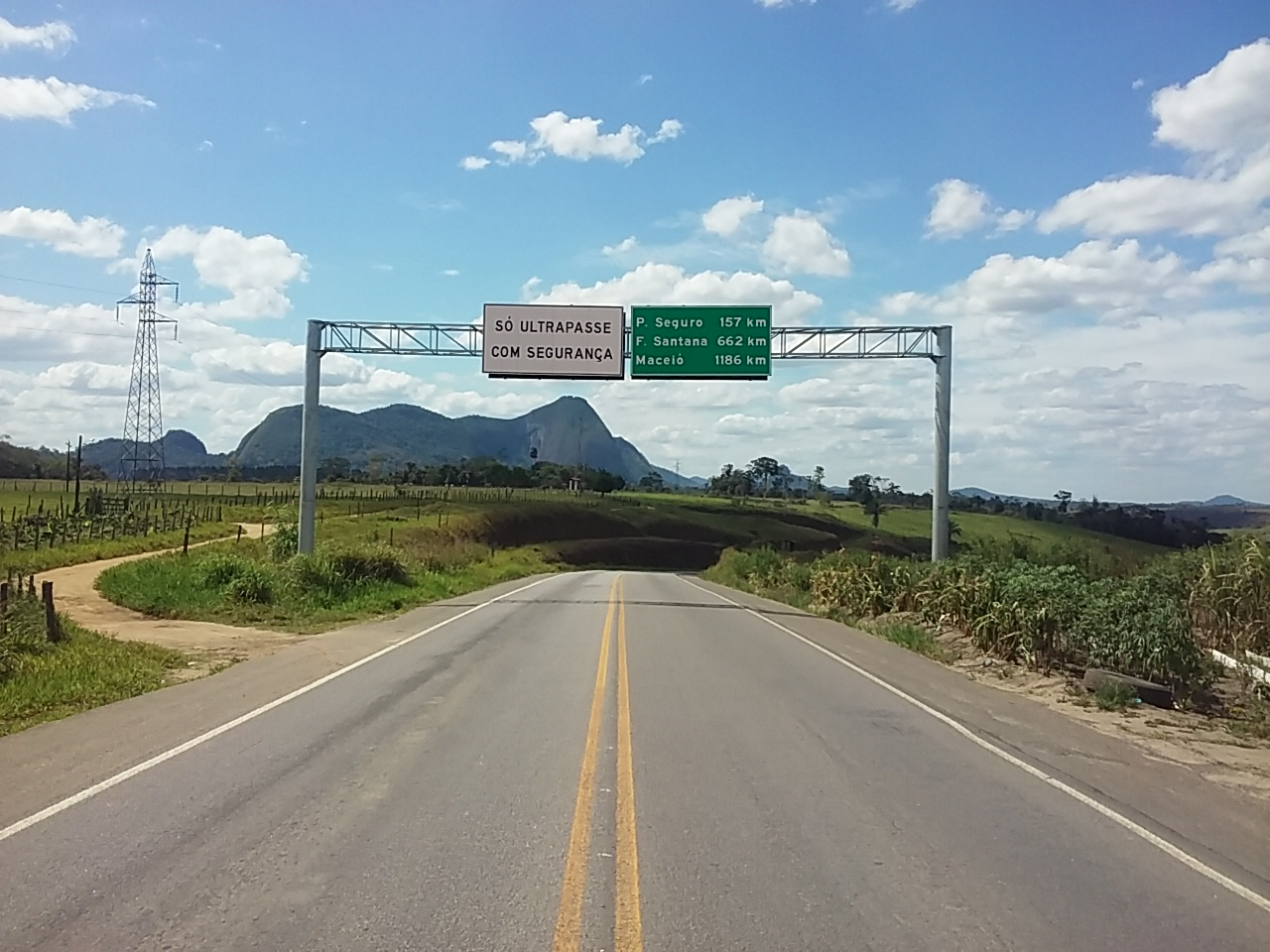
BR-101 en Itamaraju, Bahía.

- Esplanada
- Entre Ríos
- Alagoinhas
- Governador Mangabeira
- Cruz das Almas
- Santo Antônio de Jesus
- Valença
- Gandu
- Ubaitaba
- Ubaitaba
- Itabuna
- Itabuna
- Eunápolis
- Itamaraju
- Teixeira de Freitas

### Espírito Santo
- Pedro Canário
- São Mateus
- Linhares
- João Neiva
- Ibiraçu
- Fundão
- Serra

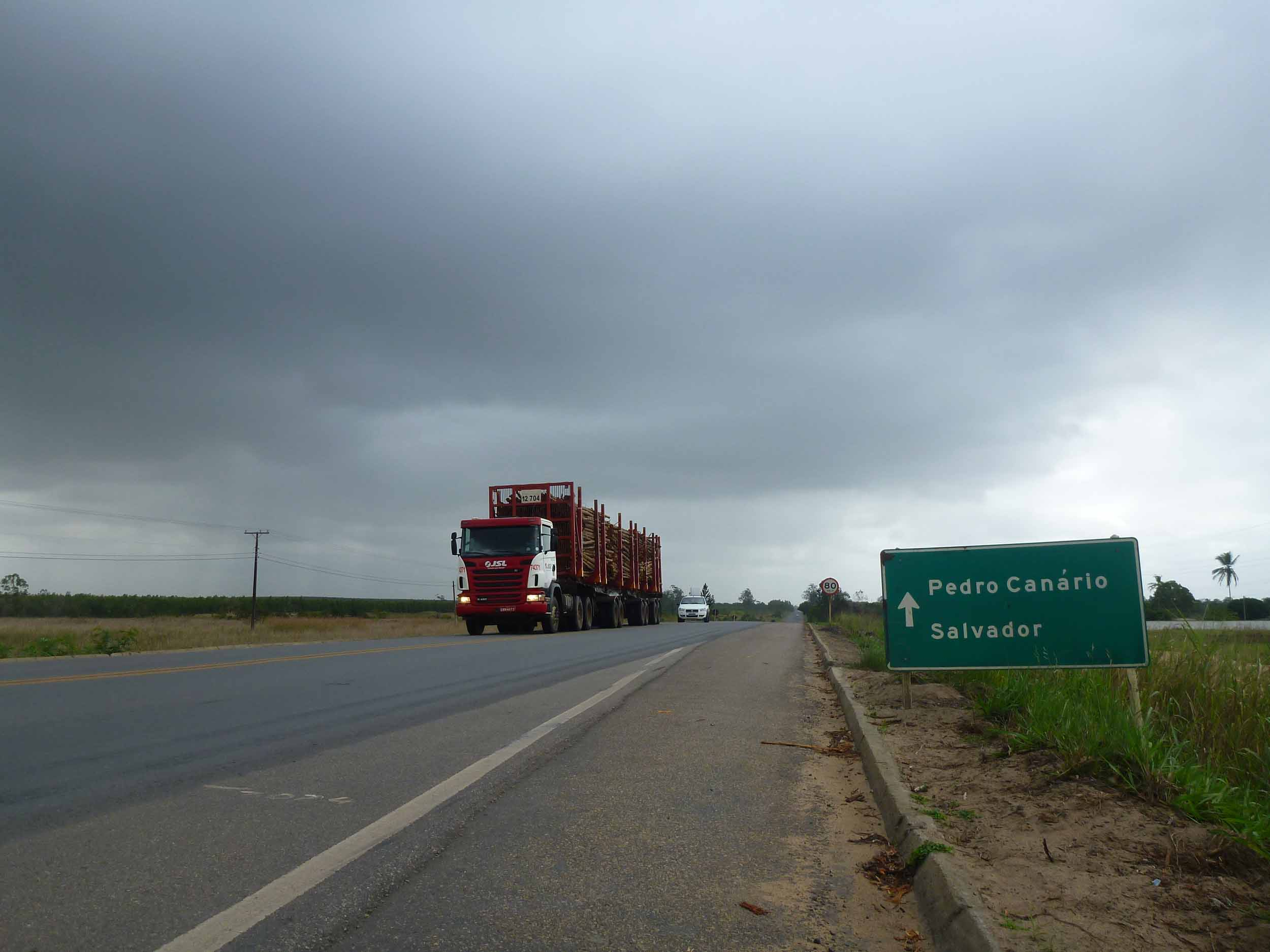
La carretera BR-101 en el municipio de São Mateus, Espírito Santo.

- Cariacica (el tramo entre Serra y Cariacica es conocido como "Rodovia do Contorno", considerada una de las más peligrosas del estado de Espírito Santo, actualmente en obras de autovía)
- Viana
- Iconha
- Rio Novo do Sul

### Río de Janeiro

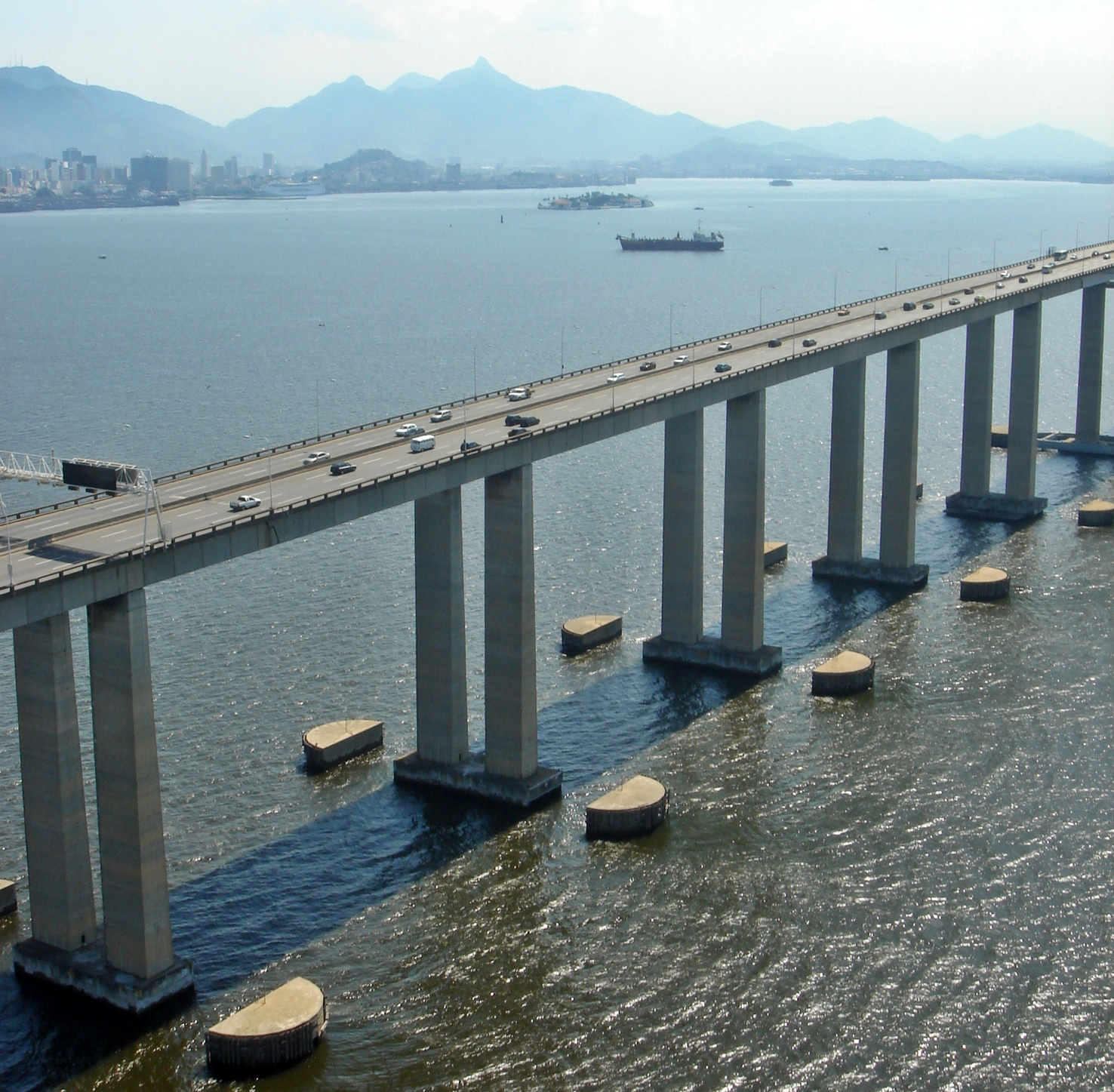
El Puente Río-Niterói, tramo de la BR-101 sobre la Bahía de Guanabara entre las ciudades de Río de Janeiro y Niterói.

- Bom Jesus do Itabapoana - se encuentra en obras de autovía hasta Campos dos Goytacazes.
- Campos dos Goytacazes
- Rio Bonito
- Itaboraí
- São Gonçalo
- Niterói - comunicada con la ciudad de Río de Janeiro por el Puente Río-Niterói, que también es parte de la BR-101
- Río de Janeiro - Incluye la región norte carioca y los suburbios de Campo Grande y Santa Cruz (tramo con cuatro carriles en cada sentido conocido como Avenida Brasil) hasta convertirse en parte de la "Carretera Río-Santos".
- Itaguaí
- Mangaratiba - Tramo de autovía hasta Itacuruçá.
- Angra dos Reis
- Parati

### São Paulo
- Ubatuba

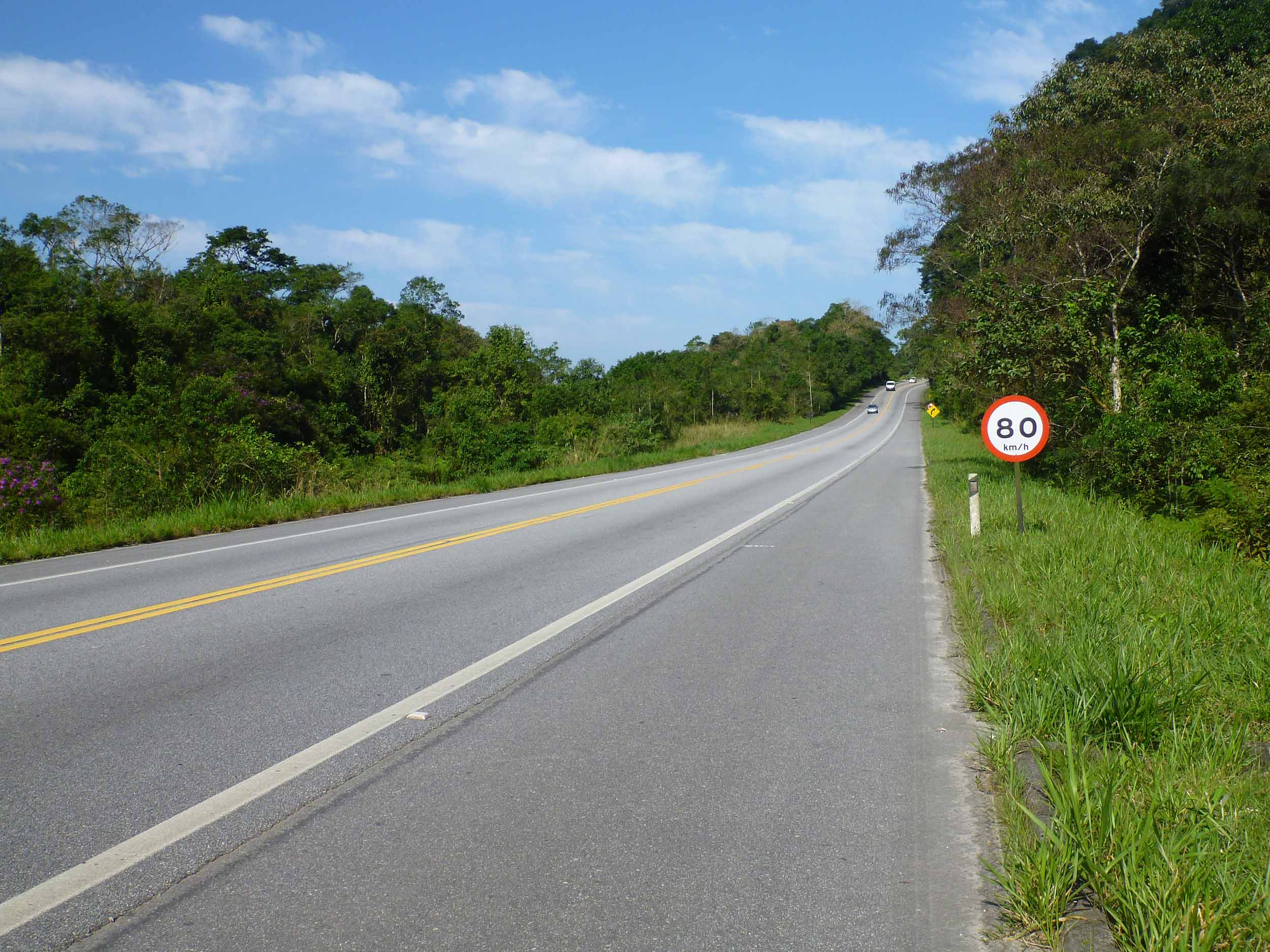
Algunos tramos de la BR-101 son administrados por el gobierno del estado de São Paulo, donde sufre cambios su denominación.

- Tramo administrado por el gobierno paulista. Se extiende entre Ubatuba y Miracatu. Presenta tres nombres diferentes en su extensión:

Carretera Manuel Hipólito do Rego:
- - Caraguatatuba
  - São Sebastião
  - Bertioga

Carretera Cônego Domenico Rangoni:
- - Santos
  - Cubatão

Carretera Padre Manuel da Nóbrega:
- - São Vicente
  - Praia Grande
  - Mongaguá
  - Itanhaém
  - Peruíbe
  - Itariri
  - Pedro de Toledo
  - Miracatu
- Existe un tramo proyectado para conectar a Peruíbe con Iguape.
  - Iguape - el tramo entre Iguape y el límite estadual con Paraná está bajo administración del estado de São Paulo.

### Paraná
El tramo que se encuentra dentro del estado de Paraná no lleva su denominación. El acceso hasta el municipio de Garuva, en el estado de Santa Catarina, se realiza por medio de las carreteras SP-226, BR-116 (hasta Curitiba) y la BR-376.

### Santa Catarina

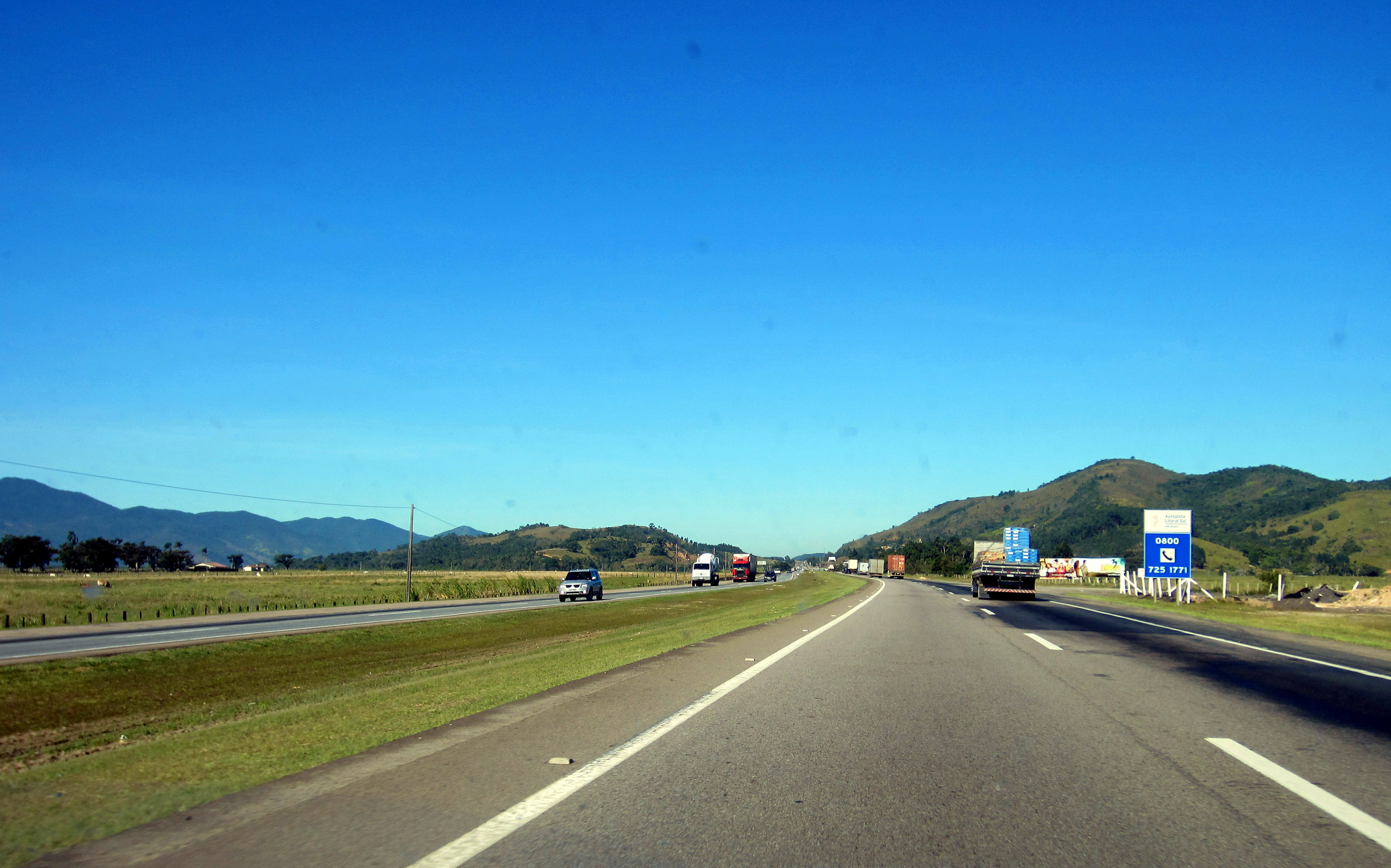
La BR-101, en forma de autovía, a su paso por Santa Catarina.

- Garuva - reinicio de la carretera
- Joinville
- Navegantes
- Itajaí
- Balneário Camboriú
- Tijucas
- São José
- Florianópolis
- Palhoça
- Tubarão
- Araranguá
- Sombrio

### Rio Grande do Sul
- Torres
- Dom Pedro de Alcântara
- Três Cachoeiras
- Três Forquilhas
- Terra de Areia
- Maquiné
- Osório
- Capivari do Sul
- Palmares do Sul
- Mostardas
- Tavares

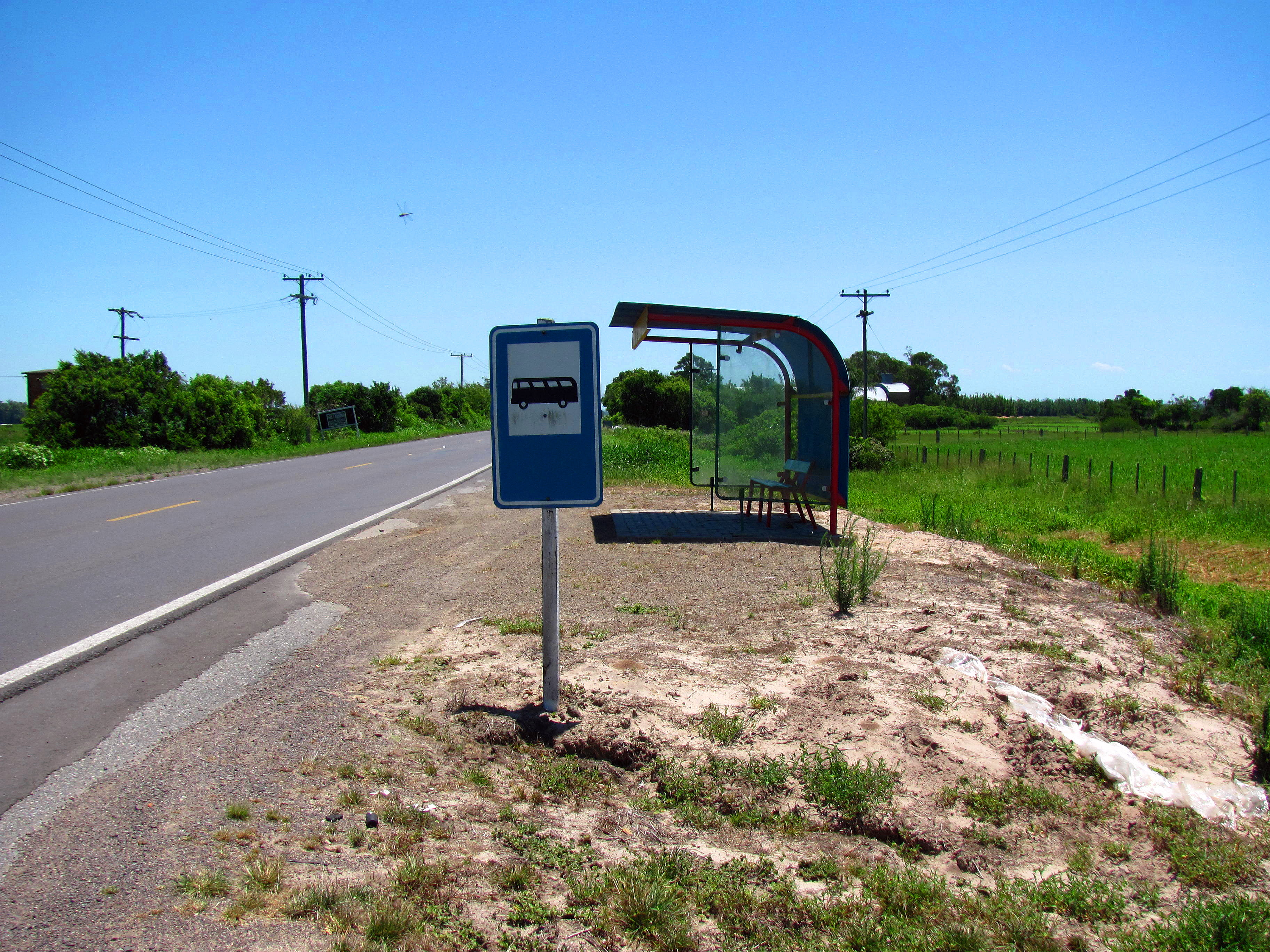
BR-101 en Capivari do Sul, Rio Grande do Sul.

- São José do Norte - Punto extremo sur